# يراع الخط العربي

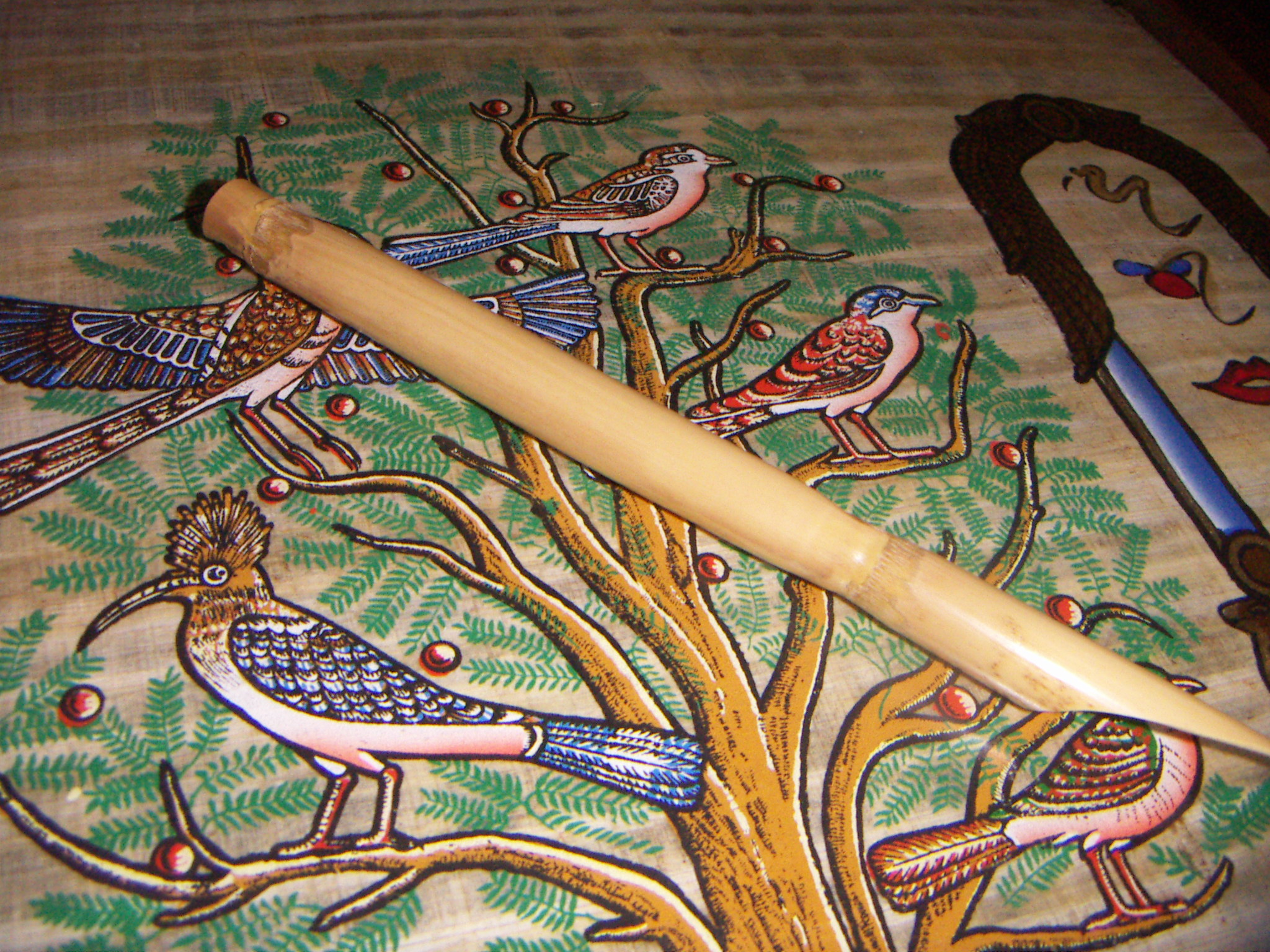
يراع الخط العربي

يراع الخط العربي (بالإنجليزية: Qalam، من العربية "قلم")‏، والواحدة يراعة الخط العربي، هو نوع من اليراع. ويصنع من القصب المجفف والمقطع، ويستخدم في الخط العربي. يُنظر إلى القلم على أنه رمز مهم للحكمة في الإسلام، ويشير إلى التركيز على المعرفة والتعليم ضمن التقاليد الإسلامية.